# Lestes dichrostigma
Lestes dichrostigma – gatunek ważki z rodziny pałątkowatych (Lestidae). Występuje na terenie Ameryki Południowej.